# UMTAS

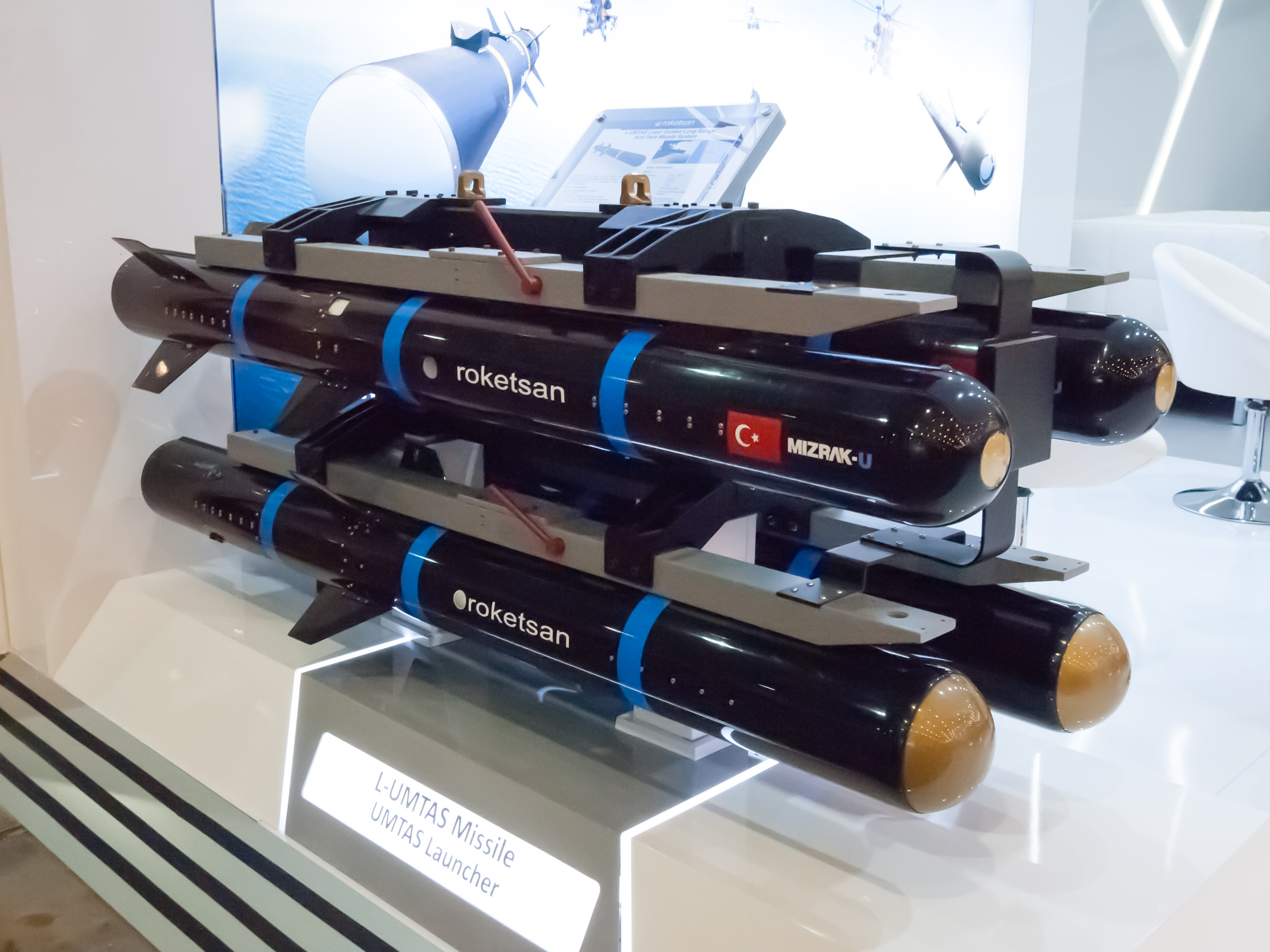
터키 UMTAS 대전차 미사일

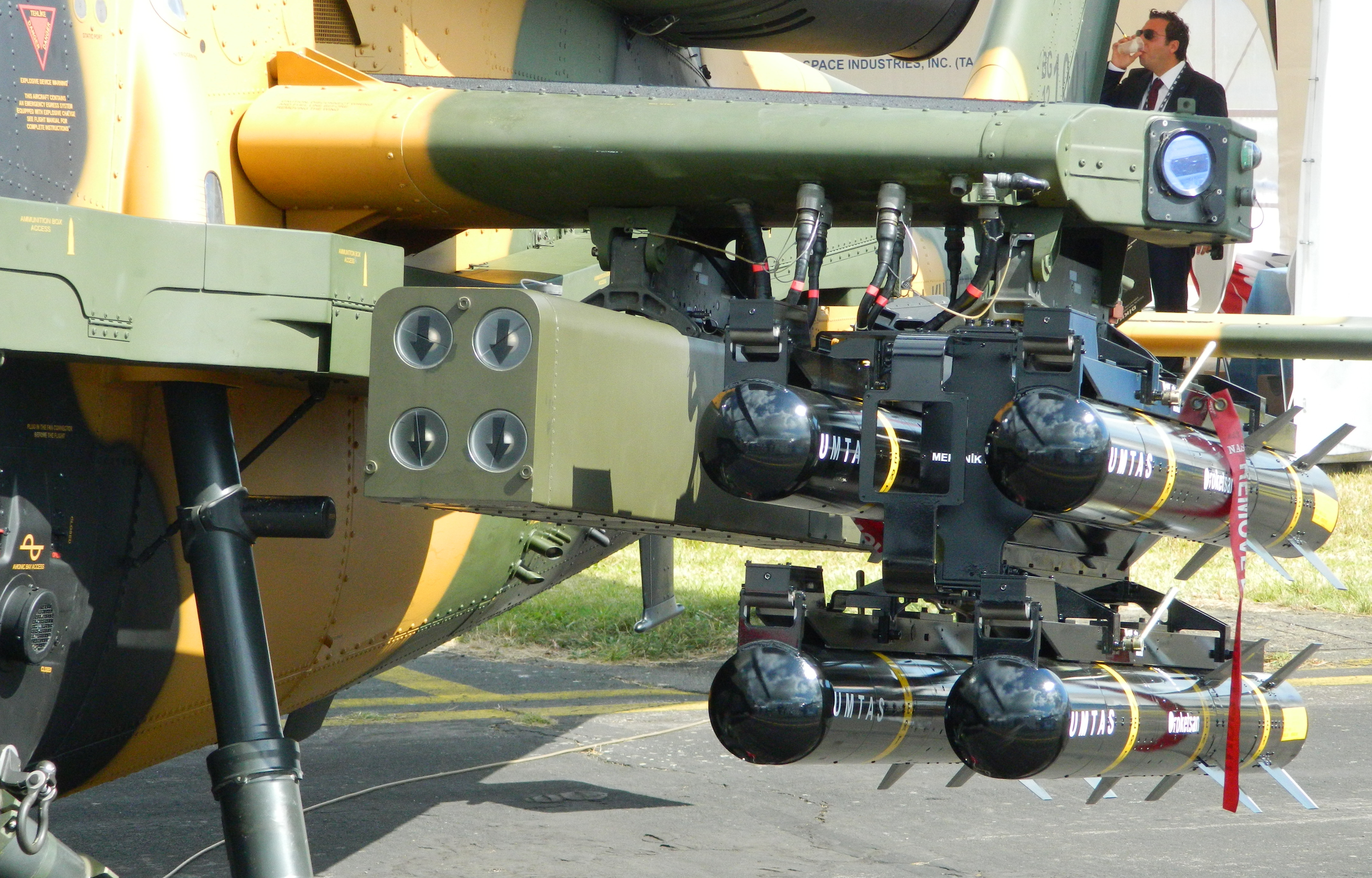
TAI T-129 공격헬기에 장착된 UMTAS 대전차 미사일

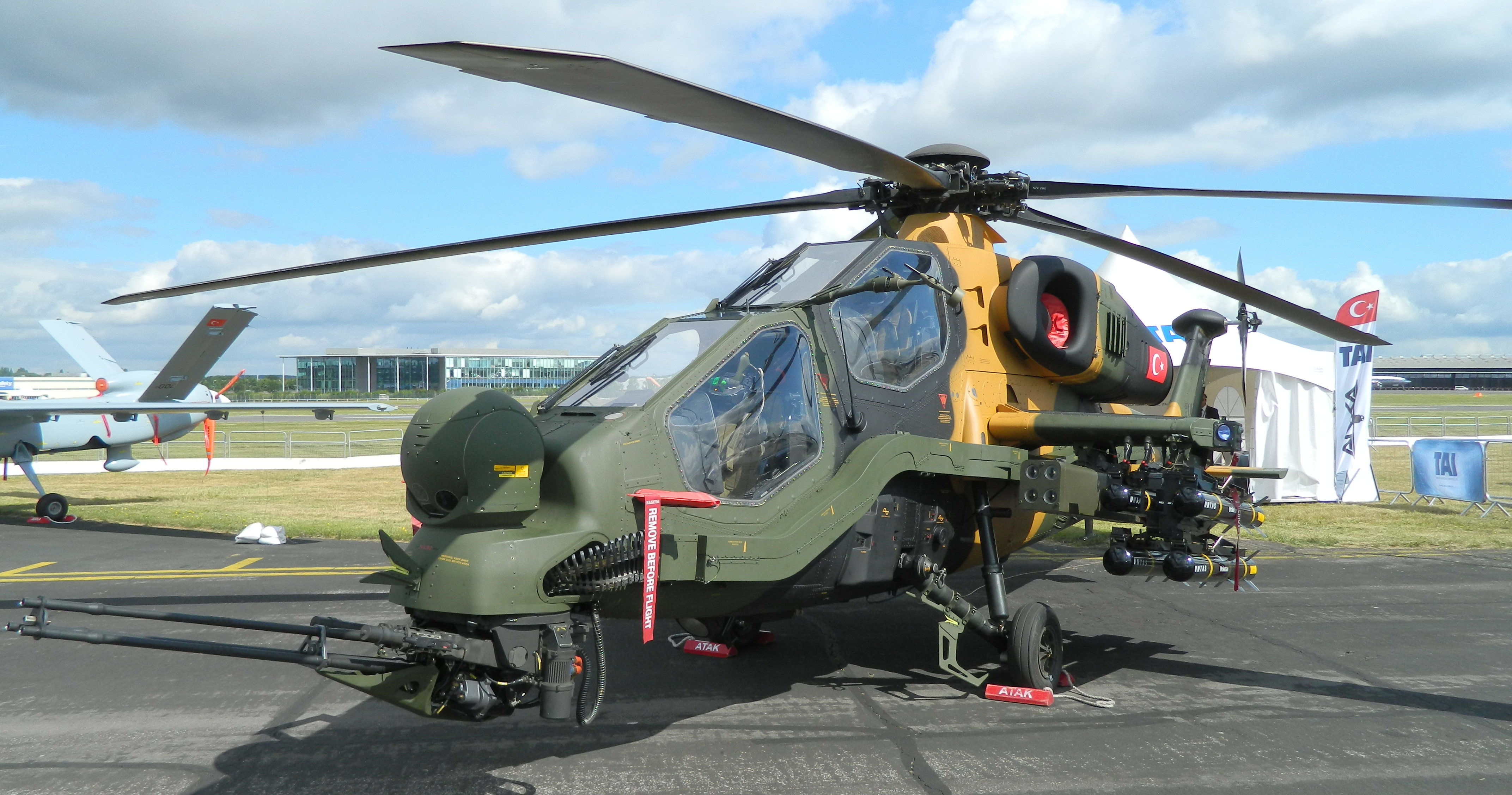
TAI T-129 공격헬기에 장착된 UMTAS 대전차 미사일

UMTAS(Uzun Menzilli Tanksavar Sistemi)는 터키가 개발한 대전차 미사일이다.

## 역사
TAI T-129 공격헬기에 장착하기 위해서, 2005년 로켓산에서 개발을 시작해 2008년 설계를 마쳤다. 2015년 최종 개발이 완료되었다. 2016년 대량생산이 시작되어, 실전배치되었다.
TAI T-129는 A129 망구스타를 터기가 국산화 한 것이다.
L-UMTAS는 레이저유도, UMTAS는 적외선유도로 파이어앤포겟이 된다.
2020년 9월 28일, 2020년 나고르노카라바흐 충돌에서, 아제르바이잔이 보유한 터키산 바이락타르 TB2 무인공격기가 아르메니아 T-72 전차를 UMTAS 대전차 미사일로 파괴하는 동영상이 공개되었다. 미국의 MQ-1 프레데터 무인공격기와 제원이 유사하다. 사거리 8 km UMTAS 대전차 미사일 4발을 장착한다.

## 천검
A129 망구스타는 이스라엘 스파이크-ER 대전차 미사일을 사용한다. 터키는 국산 기술로 개발했다고 하지만, 이스라엘 스파이크-ER을 국산화 한 것이 UMTAS라고 보여진다.
한국도 이스라엘 스파이크-ER 대전차 미사일을 국산화 해서 천검을 한화에서 개발했다.

## 비교
- 스파이크-ER,  이스라엘, 무게 34 kg, 관통력 1000 mm RHA, 사거리 8 km
- 스파이크-ER II,  이스라엘, 무게 34 kg, 사거리 16 km
- 천검,  대한민국, 무게 35 kg, 관통력 1000 mm RHA, 사거리 8 km
- AGM-114 헬파이어,  미국, 무게 49 kg, 관통력 1200 mm RHA, 사거리 11 km
- BGM-71F 토우,  미국, 무게 22.6 kg, 관통력 900 mm RHA, 사거리 4.5 km
- 9M133F-3 코넷,  러시아, 무게 33 kg, 관통력 1200 mm RHA, 사거리 10 km
- 불새-3,  조선민주주의인민공화국, 코넷 수입
- UMTAS,  튀르키예, 무게 37.5 kg, 사거리 8 km
- HJ-10,  중국, 무게 43 kg, 관통력 1400 mm RHA, 사거리 10 km